# Marie-Christine Koundja
Marie-Christine Koundja (ur. 30 marca 1957, Iriba) – czadyjska dyplomatka i pisarka, tworząca w języku francuskim.

## Życiorys
Studiowała prawo na Uniwersytecie Ndżameńskim a następnie w Jaunde (Kamerun). Pracowała w Ministerstwie Służby Cywilnej i Pracy, potem w Ministerstwie Spraw Zagranicznych Czadu a następnie w ambasadzie Republiki Czadu w Kamerunie oraz w Nigerii.
Marie-Christine Koundja jest autorką pierwszej opublikowanej w Czadzie powieści napisanej przez kobietę: Al-Istifakh, ou, L'idylle de mes amis (2001). Utwór, którego osią dramatyczną jest uczucie dwójki młodych ludzi, pochodzących z odmiennych środowisk, przedstawia skomplikowaną sytuację współczesnego Czadu, gdzie podziały polityczne, przeplatają się ze społecznymi i religijnymi.
W 2009 roku opublikowała drugą powieść "Kam-Ndjaha, la dévoreuse", w której prezentuje różne typy kobiet: niewiernej, ale także, a może przede wszystkim, kobiety wykorzystywanej lub pogardzanej przez mężczyznę. Tytuł powieści "kam ndjaha" wywodzi się z ojczystego języka autorki sara kaba i oznacza "białe oczy" - czyli niewiernego mężczyznę lub kobietę.